# Terra Incognita (album)
Terra Incognita je debitantski studijski album francuskog metal sastava Gojira.
Objavljen je 2001., pod izdavačkom kućom Gabriel Editions, ubrzo nakon što su zbog autorskih prava morali promijeniti bivše ime Godzilla.

## Popis pjesama
| 1.    | »Clone«                       | 5:00  |
| 2.    | »Lizard Skin«                 | 4:32  |
| 3.    | »Satan is a Lawyer«           | 4:25  |
| 4.    | »04«                          | 2:11  |
| 5.    | »Blow Me Away You (Niverse)«  | 5:12  |
| 6.    | »5988 Trillions de Tonnes«    | 1:20  |
| 7.    | »Deliverance«                 | 4:56  |
| 8.    | »Space Time«                  | 5:23  |
| 9.    | »On the B.O.T.A«              | 2:49  |
| 10.   | »Rise«                        | 5:12  |
| 11.   | »Fire Is Everything«          | 4:59  |
| 12.   | »Love«                        | 4:22  |
| 13.   | »1990 Quatrillions de Tonnes« | 4:17  |
| 14.   | »In the Forest«               | 12:11 |
| 66:49 |                               |       |

## Produkcija

### Gojira
- Joe Duplantier – vokal, gitara
- Christian Andreu – gitara
- Jean-Michel Labadie – bas-gitara
- Mario Duplantier – bubnjevi